# Trichosilia tzygankovi
Trichosilia tzygankovi là một loài bướm đêm trong họ Noctuidae.